# Kristoffer Zachariassen
Kristoffer Zachariassen (ur. 27 stycznia 1994 w Sotrze) – norweski piłkarz występujący na pozycji pomocnika w węgierskim klubie Ferencvárosi TC oraz w reprezentacji Norwegii.